# Neue Wache
La Neue Wache (Nuova Guardia) è un monumento neoclassico situato al centro di Berlino.

## Storia
Fu fatto erigere da Federico Guglielmo III di Prussia tra il 1816 ed il 1818 come sede della Guardia reale e come monumento ai soldati tedeschi morti poco prima durante le guerre contro Napoleone. È situato sul famoso viale Unter den Linden, ricco peraltro di parecchi altri monumenti neoclassici.
È posto sotto tutela monumentale (Denkmalschutz).
È un'opera del famoso architetto tedesco Karl Friedrich Schinkel. Egli riuscì, nonostante le modeste dimensioni della costruzione, a conferirle monumentalità grazie all'essenzialità del pronao e pilastri in ordine dorico e alla chiarezza degli avancorpi angolari, ispirati a detta di Schinkel alle strutture frequenti nel castrum romano e disposti intorno alla pianta quadrata. Anche se l'edificio non ha cupola, l'interno è illuminato dall'alto da un oculo.
È sempre stato considerato come un mausoleo-monumento al Milite Ignoto; a seconda dei periodi storici, il suo ruolo è stato sempre leggermente ridefinito: 
- Prima della grande guerra era prevalentemente considerato come Guardia della monarchia.
- Durante il periodo della Repubblica di Weimar, era dedicato alle vittime della I guerra mondiale.
- Il governo della DDR ribattezzò il monumento interpretandolo, in senso socialista, come ricordo ai caduti dell'antifascismo Mahnmal für die Opfer des Faschismus und Militarismus. Vennero portati alla Guardia i resti di una vittima sconosciuta di un campo di concentramento.[1]
- Dal 1993, in seguito alla riunificazione tedesca, viene considerata come monumento dedicato alle vittime di guerra e violenza in genere.[1]

Sotto l'oculo, la costruzione ospita la scultura La pietà della celebre artista Käthe Kollwitz.

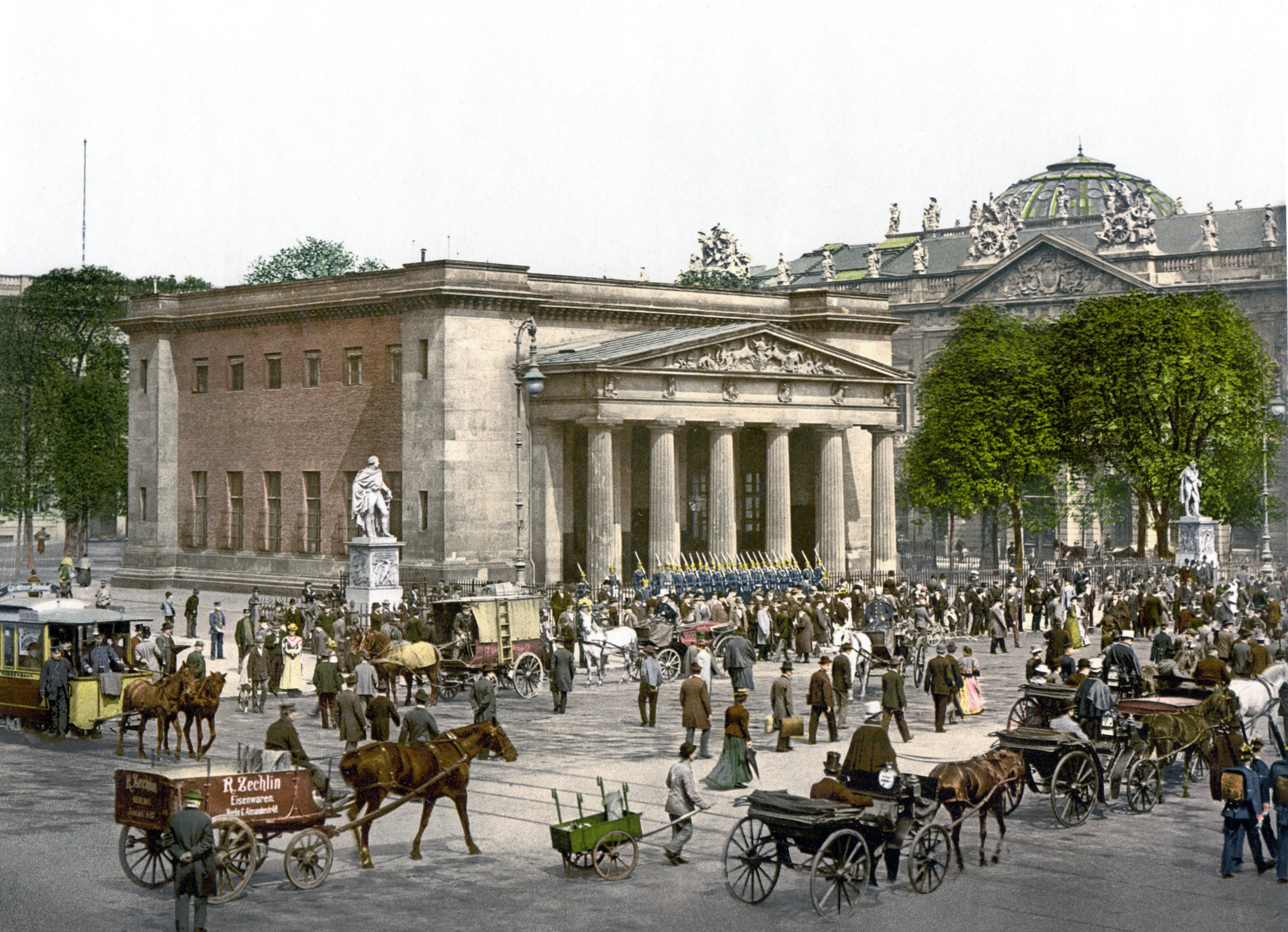
Veduta d'insieme, ca. 1900
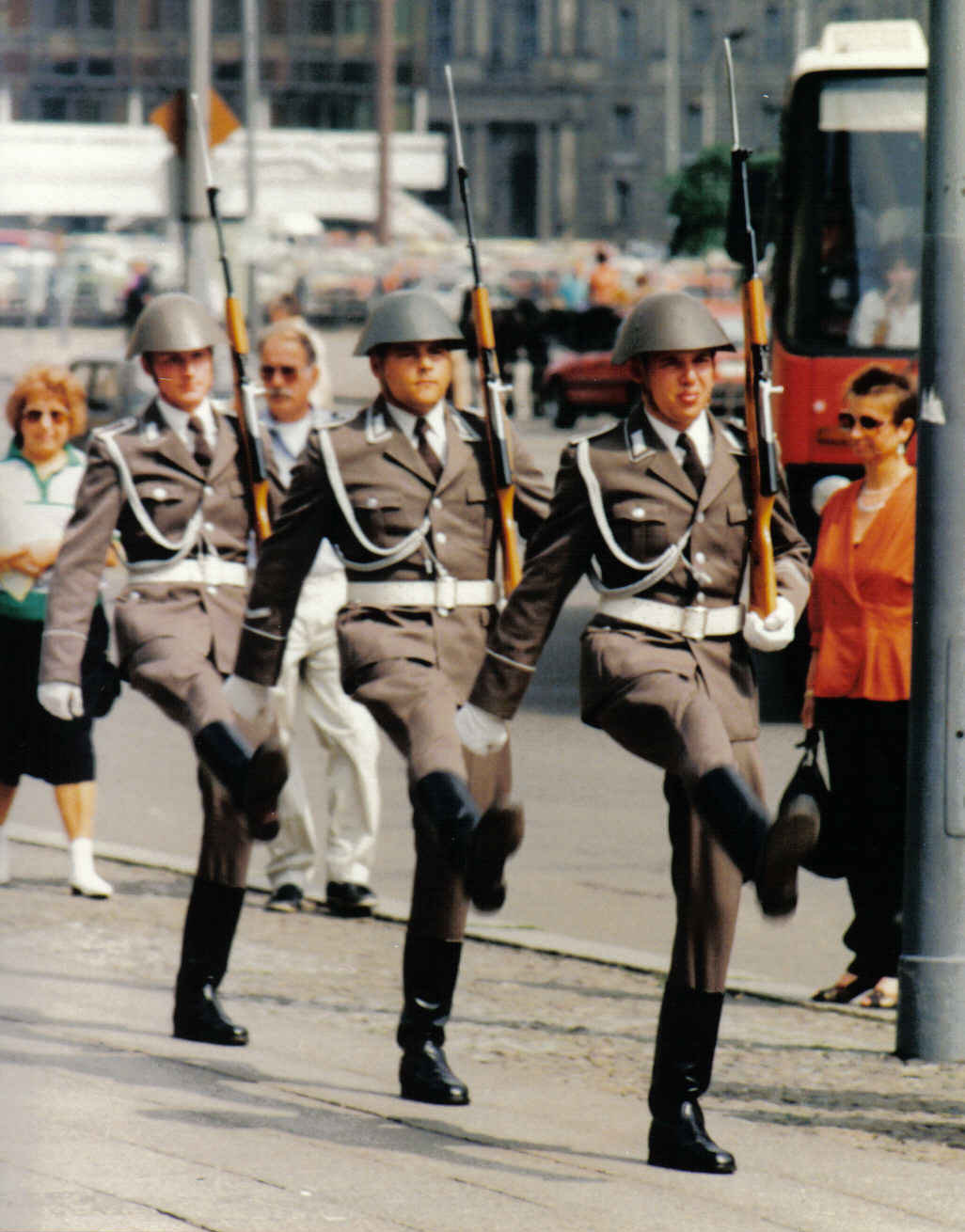
Soldati dell'esercito della DDR alla Neue Wache
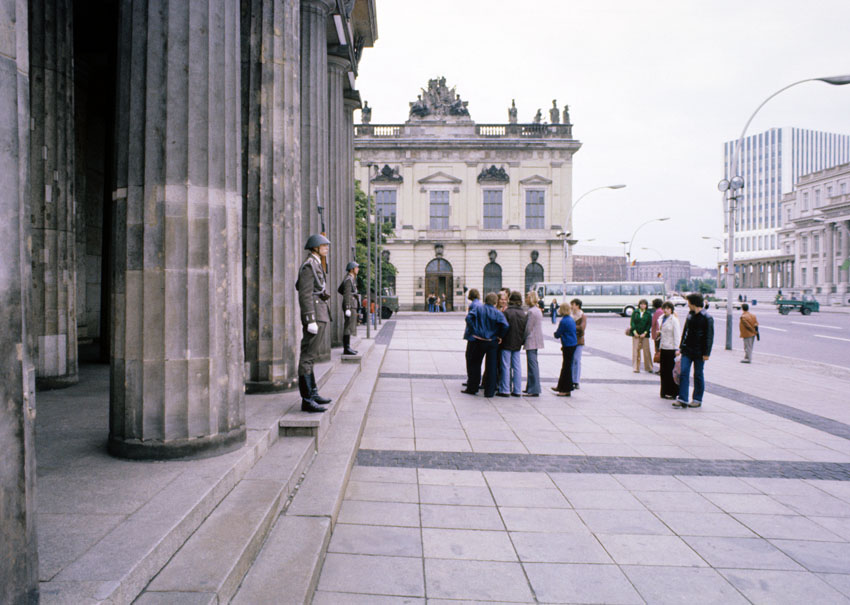
La Neue Wache come attrattiva turistica della DDR negli anni settanta
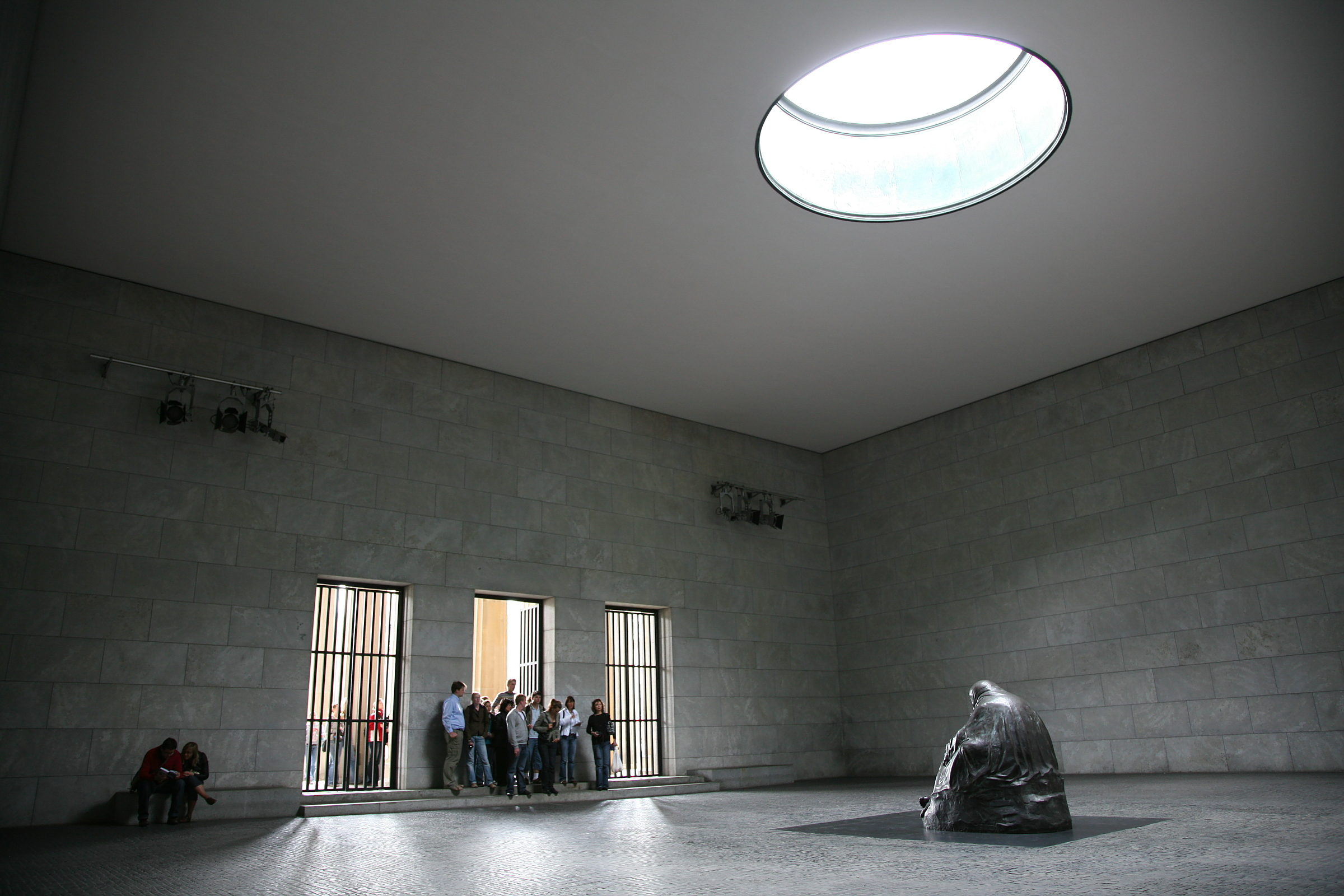
La scultura della Pietà sotto l'oculo.